# Ledermanniella sanagaensis
Espèce
Statut de conservation UICN

 CR B2ab(ii,iii) : 
En danger critique
Ledermanniella sanagaensis est une espèce de plantes à fleurs de la famille des Podostemaceae. C'est une plante aquatique rare endémique du Cameroun ou elle est connue d'un seul site : les chutes d'eau de Nachtigal. Elle se présente sous la forme d'une petite herbe aquatique submergée ou pas, en croissance sur les roches dans les cascades. C'est une plante fortement menacée à cause du projet de construction d'un barrage en son lieu de résidence.

## Étymologie
Son épithète spécifique sanagaensis fait référence au fleuve Sanaga.